# Minamoto no Makoto
Minamoto no Makoto est un nom japonais traditionnel ; le nom de famille (ou le nom d'école), Minamoto, précède donc le prénom (ou le nom d'artiste).
Minamoto no Makoto (源 信, 810 – 13 février 869) est le septième fils de l'empereur du Japon Saga et le premier courtisan à recevoir le nom « Minamoto ». À l'origine nom honorifique donné à un certain nombre de courtisans sans relations entre eux par quelques empereurs différents, le clan Minamoto devient un clan familial intégré, l'un des plus importants et des plus puissants de toute l'histoire du Japon.
Makoto, aussi connu sous le nom Kitabe-daijin, est le frère de l'empereur Nimmyō, Minamoto no Tokiwa et Minamoto no Tōru. Il reçoit le nom « Minamoto » en 814.
Vers la fin de sa vie, en 866, la porte principale (Ōtemmon) du palais impérial est détruite par un incendie. Dans l'une des intrigues de cour les plus fameuses de l'époque de Heian, Makoto est accusé par son rival politique Tomo no Yoshio d'être à l'origine du sinistre. Cet incident est appelé « conspiration Ōtenmon » (応天門の変, Ōtemmon no Hen). Avec l'aide de ses puissantes relations à la cour, Makoto est en mesure de prouver son innocence. On découvre plus tard que Ban Tomo est lui-même l'auteur de l'incendie.

## Source de la traduction
- (en) Cet article est partiellement ou en totalité issu de l’article de Wikipédia en anglais intitulé « Minamoto no Makoto » (voir la liste des auteurs).